# Una storia semplice
Una storia semplice ist ein sehr kurzer Kriminalroman von Leonardo Sciascia aus dem Jahr 1989. Es handelt sich um den letzten Roman Sciascias, welchen er kurz vor seinem Tode schrieb.
Der Titel bedeutet übersetzt: Eine einfache Geschichte. Sciascia zeigt, dass die erzählten Ereignisse ganz und gar nicht einfach sind, sondern vielmehr unter der Oberfläche diverse kriminelle Machenschaften versteckt sind.

## Handlung
Am Samstag, 18. März 1989, um 21.37 Uhr erhält die Polizeidienststelle einer sizilianischen Kleinstadt einen Anruf. Der Anrufer gibt sich als Giorgio Roccella aus, und er sagt, er habe in seinem Haus etwas gefunden, die Polizei möchte bald vorbeikommen und sich das ansehen. Der diensthabende Kommissar weiß, dass Roccella ein ehemaliger Diplomat ist, der seit 15 Jahren nicht mehr in seinem Haus in Sizilien war, und glaubt deshalb zunächst gar nicht, dass er wirklich zurückgekehrt ist. Der Brigadiere seiner Abteilung erhält den Auftrag, am nächsten Vormittag zu dem Landhaus zu fahren und nach dem Rechten zu sehen.
Dort angekommen, findet der Brigadiere Roccella tot an seinem Schreibtisch, vor ihm ein Zettel mit der Aufschrift „Ho trovato.“ (Ich habe gefunden.), neben ihm auf dem Fußboden eine Pistole. Der Brigadiere durchsucht das Haus, findet benutzte Gläser und andere Spuren. Eine Treppe führt zum Dachboden, doch er findet den Lichtschalter nicht. Neben dem Landhaus sind Ställe, die ganz neue Riegel sichern.
Die Polizei ist zunächst vom Selbstmord Roccellas überzeugt. Der Brigadiere glaubt nicht daran, doch weil er bei seinen eigenen Leuten kein Gehör findet, wendet er sich mit seinen Beobachtungen an die rivalisierenden Carabinieri. Daraufhin wird der Fall tatsächlich aufgenommen. Die Personalien des Toten werden festgestellt und seine letzten Stunden rekonstruiert: Er war in die Stadt gekommen, hatte dort im Restaurant gegessen, dann ein Taxi in sein Landhaus genommen. Der Questore verdächtigt sofort die von Roccella getrennt lebende Ehefrau – doch der Brigadiere weiß, dass die beiden bereits seit zwölf Jahren getrennt sind.
Professor Franzò sagt aus, dass sein alter Freund Roccella in seinem sizilianischen Haus alte Briefe suchen wollte. Er habe ihn aus dem Landhaus angerufen, wo jemand offenbar in seiner Abwesenheit ein Telefon installiert hat. Er habe im Haus ein verschollenes Bild wiedergefunden.
Während die Polizisten noch dabei sind, alle bisher zusammengetragenen Fakten zu rekonstruieren, bleibt in der Nähe der Stadt ein Lokalzug ungewöhnlich lange vor einem roten Signal stehen. Ein vorbeikommender Volvofahrer fährt zum Bahnhof, um dem Vorsteher Bescheid zu sagen, und kommt nicht wieder. Der Zugführer macht sich ebenfalls auf den Weg und findet in der Station alle drei Arbeiter ermordet. Der Volvofahrer wird verdächtigt und inhaftiert. Beim Verhör sagt er aus, im Bahnhof drei Personen gesehen zu haben, die einen Teppich einrollten. Ein Vergleich mit Fotos der Bahnangestellten beweist aber, dass er die echten Bahnarbeiter offenbar nie gesehen hat. Trotzdem bleibt der Volvofahrer in Haft.
Professor Franzò wird vom Magistrato verhört, der sein ehemaliger Schüler ist. Er sagt ihm ins Gesicht, dass er mit schlechterem Italienisch und mehr Nachdenken vielleicht weiter gekommen wäre. Der Magistrato nimmt Franzò in die Zange.
Roccellas Frau und Sohn treffen aus Stuttgart und Edinburgh ein. Es gibt Streit: Der Sohn will das Erbe nicht verkaufen. Seine Mutter sagt ihm, er sei gar nicht Roccellas leiblicher Sohn. Sie tut den Mord an ihrem Mann mit Hinweis auf die sizilianischen Gepflogenheiten ab. Ihr Sohn sagt aus, dass ein gewisser Padre Cricco in Abwesenheit seines Vaters nach dem Landhaus sehen sollte. Padre Cricco stützt im Verhör die Selbstmordhypothese: Roccella sei ein trauriger Mann gewesen.
Jemand muss die Pistole mit Handschuhen angefasst haben. Roccella selbst kann es nicht gewesen sein. Bei einer erneuten Hausdurchsuchung stellt der Brigadiere fest, dass die Riegel vor den Ställen weg sind. Innen riecht es sonderbar. Im Haus steigt der Kommissar auf den Dachboden und knipst sofort das Licht an, obwohl der Schalter hinter einer Statue versteckt ist. Der Brigadiere und der Professor sprechen über diese Selbstentlarvung des Kommissars und stellen fest, dass das Bild offenbar nur eine Unvorsichtigkeit war in einem Geschäft, in dem es um viel mehr ging.
Am nächsten Morgen im Büro stellt der Brigadiere als erstes fest, dass der Kommissar Handschuhe trägt. Er beginnt seine Pistole zu putzen und übers Schießen zu reden. Der Brigadiere begreift, dass er in Lebensgefahr schwebt. Er holt seine eigene Pistole heraus und erschießt in letzter Sekunde den Kommissar, als dieser bereits auf ihn zielt.
Der Fall ist damit weitgehend gelöst: Roccella hat die Verbrecher in seinem Haus überrascht, woraufhin ihn der Kommissar erschoss. Bild und Drogen wurden nach dem Mord hektisch abtransportiert, die Bahnangestellten, die nicht gefügig waren, mussten sterben. Der Brigadiere wird freigesprochen: Der Tod des Kommissars sei ein Unfall, urteilt die Behörde. Auch der Volvofahrer kommt frei. Auf dem Weg nach draußen begegnet er Padre Cricco. Später, im Auto, fällt ihm ein, dass er ihn bereits gesehen hat: als Stationsvorsteher im Bahnhof. Doch er will keinen weiteren Ärger mit der Polizei und fährt singend nach Hause.

## Ausgaben
- Una storia semplice. Mailand : Adelphi, 1989, ISBN 88-459-0729-5
  - Der Ritter und der Tod  : ein einfacher Fall. Übersetzung Peter O. Chotjewitz. Darmstadt : Zsolnay, 1990, ISBN 3-8031-2256-2